# 沙仔地幫
沙仔地幫，台灣的著名的黑幫團體，屬於本省角頭團體，起源於高雄市鹽埕區公園路一帶，當地舊稱為「沙仔地」而得名，該幫派實際成員人數不明，包含準成員可能有數十人至百人之間。「沙仔地」為源自當地的俗稱而來，語調用詞不同也稱為「沙地仔」，近代警方及媒體為了方便分類，逐一將同地緣關係角頭統稱為「幫」，因此早期的媒體也多將該幫派寫作「沙地幫」。
沙仔地的角頭勢力是在1950年代台灣光復之後美軍駐台期間逐步發展，因地緣關係與早年著名的「七賢幫」被視為同源，但在雙方利益糾葛之下交惡反目後自成一派，至今相關的成員依舊活動在高雄市區，行事趨向低調。

## 略史

### 創立背景
沙仔地所處位置為現今高雄市鹽埕區公園路一帶，該地早年荒涼臨近一片海沙埔，因此俗稱為「沙仔地」。該地從日治時期行政區域屬於入船町，台灣光復後並因該地經營拆船工業與五金店興盛而聞名，然在美軍駐台時期鹽埕區以七賢三路一帶為主因應而生各種酒吧、賭場、妓院等特種行業，該區各方角頭聚合形成「七賢幫」的角頭團體，並且壟斷該地的特種行業而迅速發展。
約莫1970年代前後，來自沙仔地的角頭魏開城等人，因金錢與地盤等利益糾紛與七賢幫決裂內訌互相廝殺，便脫離七賢幫的名號以「沙仔地」為名自成一派，也因語調用詞不同也稱為「沙地仔」，早年媒體多以行政區名為沙地里而稱呼該幫為「沙地幫」等等。沙仔地與七賢兩派角頭決裂後，即展開為爭奪鹽埕區利益爭鋒衝突十數年之久。

### 槍擊頻傳
1982年間，沙仔地幫與七賢幫「阿魅」李志明因賭場糾紛發生衝突，由於七賢老大的「省吾」張省吾出面干涉而引起沙仔地老大魏開城不滿，憤而唆使手下埋伏在張省吾家門前，並開槍十幾槍使得子彈貫穿張省吾胸口造成重傷。此事件引發長年以來兩派的爭端戰火一觸即發，也導致老大魏開城遭七賢幫攻擊受傷，幫內大哥李豐長也於1983年間在「孔雀酒家」遭到埋伏殺害。兩派戰火一發不可收拾情況下，由當代黑幫教父「蚊哥」許海清、「跛腳炳煌」鄭炳煌等人出面調停，才結束這場黑幫紛爭。
1983年5月15日，沙仔地幫份子趙榮昌，與籃炎祥、陳煌模、鄭偉泰等沙仔地及西北幫份子十多人，在新興區自立一路「泰福閣酒家」飲酒時因鬧事及挾帶槍械遭到舉報查緝，並與前來處理的警方發生槍戰，導致新興分局警員林孟龍、黃日藤遭開槍擊斃，以及多位義警及現場民眾受傷震驚社會。警方為此展開掃黑行動，沙仔地因受掃黑波及，以及老大魏開城淡出江湖，幫內重要大哥李豐忠（李豐長胞弟）也因癌症病逝，導致沙仔地聲勢下滑。
1990年代，沙仔地以當代的青壯派成員綽號「A伯」的李約伯經營賭博電玩、賭場及走私槍械崛起，被視為當代沙仔地幫的主事核心。然而因賭博電玩店及走私槍械屢遭到高雄市刑事警察大隊機動組長黃連發查緝而結下恩怨，並於1991年5月15日上午8時，李約伯與幫內大哥「文進」陳文進唆使手下洪慶銘，趁黃連發在新興區林森路停等紅燈時，將其開槍射殺震驚社會。案發後一小時，洪慶銘即在律師陪同下帶槍投案，警方認為是有計劃性的謀殺為此展開追緝，李約伯因而逃亡至菲律賓等地並在隔年1991年12月遭到警方逮捕歸案，而另一大哥陳文進傳言逃亡至新加坡等地，最終仍然未依殺警案到案。
1996年8月，台灣警方實行「治平專案」全國大掃黑，沙仔地老大「A伯」李約伯再次遭逮捕入獄並移送至綠島監獄關押，隔年幫內大哥葉順朝也遭到逮捕入獄。沙仔地幫歷經多次掃黑影響，領導人物相繼入獄，也因時代變遷成員凋零後，聲勢下滑大不如前。

### 近年發展
2003年3月，數十名沙仔地幫成員，為了賭債問題攜帶槍械別分乘坐三部計程車，從高雄到嘉義地區尋仇，警方事前獲報後展開跟監追蹤，在眾人抵達嘉義市時隨即展開逮捕行動，一舉逮捕十多人及查獲多把槍械。

## 知名成員
- 魏開城 -沙仔地老大，1970年代與七賢幫對立後獨立，在1980年代與教唆槍擊張省吾後引起黑幫戰火，遭逮捕入獄後退出江湖。2013年癌症病逝。
- 「A伯」李約伯 -1990年代崛起的新任老大，電玩大亨，因殺警案遭判無期徒刑，假釋出獄後行事趨於低調並從事公益活動幫助弱勢[13]。與已逝世的高雄市議會前議長「奧援」許崑源為換帖兄弟[14]。
- 「文進」陳文進 -涉嫌提供槍枝殺警遭到通緝，於2004年間名列十大通緝要犯，媒體稱為「殺警狂徒」[15]。
- 葉順朝 -媒體報導為近代重量大哥，曾與各幫派並列稱霸高雄[16]。

## 參閲
- 臺灣黑幫

## 外部連結
- 組織犯罪防制條例 （页面存档备份，存于）（繁體中文）